# Jacquemontia pringlei
Jacquemontia pringlei är en vindeväxtart som beskrevs av Asa Gray. Jacquemontia pringlei ingår i släktet Jacquemontia och familjen vindeväxter. Inga underarter finns listade i Catalogue of Life.